# 荻野舞
荻野 舞（おぎの まい、1995年11月30日 - ）は、日本の元AV女優。香川県出身。ティーパワーズ所属。

## 出演作品

### アダルトDVD
2015年
- 中出し志願!!こんな可愛い顔して会ったばかりのおじさんに膣内射精を懇願するド変態中出し中毒娘 AV Debut（4月9日、SODクリエイト）[2]
- 中出し志願!!知らないおじさんに中出しされるのが性癖のド変態中出し中毒娘 「大勢に中出しされた快感が子宮から離れない」と2度目の膣内射精を懇願 排卵日に合わせてふたたび中出し上京（6月18日、SODクリエイト）[3]
- 顔出し!女子大生限定 マジックミラー号 親友の目の前でどこまでHな姿を見せられるのか!?～仲良しリア友の前で限界羞恥◆恥ずかしすぎるシチュエーションにオマ●コの火照りが抑えられない!～3 in池袋（7月9日、ディープス）
- 美乳変態お嬢様まいの愛液とハメ潮にまみれた粘質SEX（7月25日、オーロラプロジェクト・アネックス）[4]
- 露出教師（8月7日、BeFree）[5]
- ザーメン中毒ごっくん中出しド変態娘（8月7日、プレミアム）[6]
- さきっちょ集中!亀頭フェラ部員～ねろりねろりと先端を包み込み、ちろりちろりと尿道を這う。そう、私たちは常に先っぽ狙い。～（8月21日、SEX AGENT）[7]
- 絶対に人に言えないような、恥ずかしくて、イヤらしいセックスを体験させてください…。（8月25日、オーロラプロジェクト・アネックス）[8]
- 兄の敵を討つために戦隊レッドを継いで男に成りすますヒロイン（8月28日、GIGA）[9]
- 相席居酒屋でナンパした仲良し2人組をお持ち帰り。コソコソHしていると隣の部屋にいるガードの堅い女友達はヤラせてくれるか 其の参（9月1日、変態紳士倶楽部）[10]
- 120％リアルガチ軟派伝説 vol.28（9月10日、プレステージ）[11]
- マンガ喫茶で1人エッチを楽しむ欲求不満女は誰かに気付いて欲しいのかイタズラしても…（9月10日、プレステージ） [12]
- 夏のシロウト水着ナンパ!あなたの日焼け跡見せてください!（9月10日、プレステージ）[13]
- 輪姦されるって…すてき…。私を虐めてっ、メチャクチャにしてっ… 強姦され悦楽に支配された、ドマゾ巨乳女子大生（9月13日、オーロラプロジェクト・アネックス）[14]
- 子宮レンタル女子校生 僕の彼女は誰とでも中出しセックスをするッ!!（9月13日、MOODYZ）[15]
- 残酷ミラーゲームに負けるとエロ罰ゲーム 職場の同僚と2人っきり!でもマジックミラーの向うに上司!同じオフィスで働く男女にSEX指令!!（9月13日、はじめ企画）[16]
- エロ下着はコスプレに入りますか?（9月25日、BALTAN）[17]
- パンチラ見てたらパンモロ誘惑（10月2日、OFFICE K'S）[18]
- 上手すぎるフェラ Vol.10（10月2日、OFFICE K'S）[19]
- 何も言わずに突然発射!!素人びっくり暴発手コキ3（10月2日、虎堂）
- ふたりで一緒にオチ○チン舐めしゃぶり!友達と一緒にWフェラ! VOL.3（10月2日、虎堂）
- 性欲処理専門 セックス外来医院 10 真正中出し科 看護師6名に膣内射精スペシャル（10月8日、SODクリエイト）[20]
- 淫極妄想 潮まみれの若妻レイプ 汚された新居 夫婦のベッドで犯されて…。（10月9日、宇宙企画）[21]
- 脱ぎたてパンティにくるんでもらう、ぬくもり手コキ3 さっきまで穿いていたパンティがチ○ポに優しく絡まりまとわりつく（10月16日、SEX AGENT）
- AV女優ヘアヌードコレクション（10月16日、OFFICE K'S）
- 素人娘にチ●ポの熱まで伝わる至近距離でセンズリ鑑賞2（10月16日、虎堂）
- 男女の友達、会社の同僚同士の友情は成立する 友達同士でどこまでヤレるかナンパ徹底検証4時間（10月16日、虎堂）
- 一般男女モニタリングAV 子供が大好き!どんなときでも笑顔あふれる素人の巨乳お姉さん限定! 童貞クンの夢である授乳手コキをお願いしたら心優しい新人の幼稚園の先生&保母さんは大きなおっぱいと母性愛を刺激され筆おろしSEXしてくれるのか!?（10月22日、Deeps）[22]
- スケベ椅子W痴女（10月23日、レアル・ワークス）[23]
- 美しきお嬢様のエロス豹変（10月28日、Intec.inc）※イメージ作品
- ナンパマッサージ隊が行く!「丸ノ内のOLのお姉さ〜ん脚つぼマッサージさせてください」（11月1日、変態紳士倶楽部）[24]
- 露出放尿 素人娘をナンパして「オシッコ飲ませてくれませんか?」とお願いしちゃいました!（11月6日、虎堂）
- 美少女即ハメ白書42（11月20日、プレステージ）[25]
- 超・女体観察 禁断の女体図鑑！ 自然界最高峰とも云える生々しい人体アート14名（11月20日、SEX agent）
- 「カップル限定」マジックミラー号の中で、自慢の彼女を「寝とって」真正中出し!13（11月26日、SODクリエイト）
- 先輩OLに囲まれて残業中のオフィスで男は僕1人だけの王様ゲーム!やっとの思いで就職!できたけど…会社に男は僕1人だけ!なので当然、居場所も権力もありません…。しかしある日の残業中、女子社員が始めた『王様ゲーム』に僕も強制参加させられたんだけど、『王様の命令は絶対!』ってマジですか!?ゲーム内容がどんどんHになっていくのにホントに誰も拒否しない!?それどころか、普段の欲求不満が爆発した女子社員は僕のチ○ポを求めてきて…!?（11月26日、Hunter）
- 素人娘ずっぽりディルドオナニー体験!③ 完全撮りおろし5時間15名（11月27日、S級素人）[26]
- 人妻の浮気心 荻野舞（12月8日、エマニエル）
- メガ包茎チ○ポに興味津々の女子高生! 気弱な僕の家には包茎チ○ポを見たがるクラスの女子が無理矢理押し掛けて来る!しかも、予想以上に伸びる僕のメガ包茎を見た女子高生は面白がって触りまくり!触りまくられたら当然、勃起してしまい長い皮がズル剥け状態でメガチ○ポが露わに!!包茎からズル剥けメガチン勃起状態になるまでの一部始終を見た女子高生はパンツにシミができるほど興奮して…（12月10日、Hunter）
- 誰にでも中出しさせちゃう国宝級オナホール美少女 まい（12月11日、ケイ・エム・プロデュース）
- あの「中出し懇願娘」香川県在住 新人AV女優「萩野舞」1日撮影密着ドキュメンタリー 【ポルチオイキ】【すっぴん】【媚薬】【大量潮吹き】【家族に電話】【本生中出し】 全部乗せエクスタシー 知らない男に中出しされるのが興奮する ド変態生中出し依存娘 性欲覚醒（12月19日、プレステージ）
- 「童貞くんのセックスの練習相手になっていただけませんか!?」街中で声を掛けた綺麗で心優しいOLさんが素股でセックス指南!のつもりがヌルっと入って赤面筆おろし!5 真正中出し編（12月24日、SODクリエイト）
- 100人×中出しへの挑戦企画!! キモ男30人に生ハメされて喘ぎ声を出したら即中出し!!3時間耐久拘束膣イカセ子宮窒息大量中出し 荻野舞（12月25日、本中）
- 感じすぎていっぱい潮吹きごめんなさい…6（12月25日、セレブの友）
- 初撮り 恥じらいの素人妻2 北山あやか（12月25日、セレブの友）

2016年
- 睨まれレ○プ 女上司編～社会的強者と強制性交～（1月1日、Moodyz）
- 我が校の生徒会が厳しすぎるから子作り（1月1日、ズッコン/バッコン）
- THE LESBIAN WORLD レズビアンがあたりまえの世界2～地球上には女しかいないから…女同士で愛しあい、求めあう学園レズビアン天国!～（1月7日、ビビアン）
- イっクよぉ～!観てるぅ～!?ONA21スタジオLIVEオナニー みんなとイキたい（1月21日、SEX AGENT）
- 清楚妻が乱れる瞬間2（1月25日、セレブの友）
- 女子校の寮まるごと全員と中出し乱交～冬～（2月1日、ズッコン/バッコン）
- デカちんでイキたい!～朝から晩まで極太ずっぽり～（2月5日、h.m.p）
- 18歳。素人女子大生 某有名女子大学の女子大生。超真面目で親が金持ちのお嬢様。上京したてで経験人数一人のほぼ処女状態。彼女をナンパ。長期戦で頼み込み、土下座を繰り返しなんとか一発ハメちゃいました。今回は苦労しましたが、女の子は上物です。（2月13日、妄想族）
- 義兄に犯されて3（2月13日、セレブの友）
- 人妻寸止め焦らし絶頂中出しエステ お願い…もうイカせて下さい…（2月15日、ロータス）
- 挑発!ノーパン大好きパイパンくぱぁ見せ小悪魔姉妹しかも巨乳。（2月18日、グローリークエスト）
- 姉を犯してしまったところを母親に見られ後戻りができず泥沼中出し親子丼（2月18日、ナチュラルハイ）
- 街行く美人さん 勤務先の制服に着替えてぬるぬるソープ体験してみませんか?（2月18日、Apache）
- 素人娘おマ●コおっぴろげコレクション9（2月19日、OFFICE K’S）
- NTR 完堕ちハラマセラレ。それでも彼女を愛してる。（2月25日、ダスッ!）
- 極限モニタリング!新製品のパンストモニターアルバイトと称して超濃厚媚薬成分を染み込ませた特製発情パンストを履かせてアヘアヘになった女とヤレるのか!?徹底検証!!（2月26日、ケイ・エム・プロデュース）
- マジかっ…!お姉ちゃんが超ヤリマン! 真面目だと思っていたお姉ちゃんが実は超ヤリマンだった!だから家に連れてくる女友達もみんな超ヤリマン!お姉ちゃんと相部屋(二段ベッド)だから、今まで無縁だったヤリマンがすぐ目の前に! 姉がいなくなり二人きりになったら、ここぞとばかりにボクを誘惑してきて即エッチ!さらに、ヤリマンが見ていない隙にゴムを外して中出ししちゃいました! さすがに怒られるかと思ったら初めての中出しが気持ち良すぎたらしく今では大切な中出しセフレです!（3月5日、Hunter）
- 一般黒人男性×素人女子大生 ち○ぽが大きすぎて困っている日本在住の黒人男性が素人女子大生にお悩み相談! 彼氏の短小ち○ぽよりもはるかに大きい黒デカち○ぽの登場にハニかみながらも色白うぶマ○コは疼きだす! 子宮の奥まで届く未体験のガン突きセックスに激イキ合計49回!!（3月5日、ディープス）
- 「主観痴女」 荻野舞のエッチなオナニーサポート（3月11日、V&R PRODUCE）
- 自画撮り愛液べっちょりオマ○コに激しく指をズボズボ!!大開脚エロポーズで痙攣イキ激情オナニー（3月15日、プリモ）
- 痴漢OK娘 VOL.14 ユーザーリクエストSP（3月17日、ナチュラルハイ）
- 痴漢オークションにかけられた女 私を落札して下さい、そしてスカートを汚して下さい（3月31日、フェ地下）
- ナマイキ巨乳女子大生を発情させる極上激テクマッサージ（4月19日、妄想族）
- 巨乳素人3人娘「メガネかけたら私たちバレませんか?」PART3（4月19日、ABC）
- 幼なじみ→その妹→姉→母親までも!突然の挿入で声もだせず家の中に潜む童貞少年に連続でハメられまくった巨乳家族（4月21日、ナチュラルハイ）
- 挑発!パンチラオナニー（4月21日、グローリークエスト）
- パンツとおっぱいが楽しめる、贅沢パンチラ2（4月25日、アロマ企画）
- ノンストップ凌辱4 (6月25日、セレブの友)

## Web配信
2015年
- 素人個人撮影、投稿。641（5月5日、MGS動画）[27]
- マジ軟派、初撮。417 チームT（5月17日、MGS動画）[28]
- まい in芝公園（7月23日、PORNOGRAPH）[29]
- 神谷麻琴（8月29日、舞ワイフ）[30]
- 5min HEAVEN 荻野舞（9月10日、オーロラプロジェクト）[31]

## 書籍

### 雑誌
- 誰にも言えないスケベな私荻野舞の場合（2015年9月11日、セブン新社）
- DVD Dream2015年11月号（2015年10月8日、三和出版）[32]